# مصاحبه (فیلم ۲۰۱۴)
مصاحبه (به انگلیسی: The Interview) فیلمی آمریکایی در ژانر طنز سیاسی و اکشن کمدی محصول سال ۲۰۱۴ است. اوان گلدبرگ و ست روگن کارگردانی و دن استرلینگ نویسندگی آن را برعهده داشتند. داستان فیلم با بازیگری جیمز فرانکو در نقش یک خبرنگار اتفاق می‌افتد که پس از گذاشتن یک قرار مصاحبه با کیم جونگ-اون (رهبر کره شمالی با بازی رندل پارک) برای ترور او آموزش می‌بیند.
فیلم به‌دلیل نمایش منفی چهره کیم جونگ-اون پیش از انتشار مورد بحث‌های فراوانی واقع شد. در ماه ژوئن سال ۲۰۱۴ میلادی، ایالات متحده در صورت ادامه روند ساخت فیلم توسط شرکتِ سازنده، کلمبیا پیکچرز، مورد تهدید اعمال «خشونت‌آمیز» قرار گرفت. در ماه نوامبر همان سال، رایانه‌های شرکت مادر، یعنی سونی پیکچرز، مورد حمله هکرهایی قرار گرفت که به گفته مسئولان ایالات متحده مشکوک به همکاری با کره شمالی هستند. بعد از درز کردن تعدادی از فیلم‌های دیگر شرکت سونی پیکچرز توسط هکرها، این گروه از شرکت سونی خواست که فیلم مصاحبه که در ابتدا «فیلم تروریسم» نامیده می‌شد را لغو کند. سپس تمامی سینماهایی که این فیلم را بر روی پرده بیاورند را به حمله تروریستی تهدید کردند.
در پاسخ به این تهدیدها، روگن و فرانکو تعدادی از مراسم مربوط به این فیلم را لغو کردند و شرکت سونی پیکچرز اعلام کرد که به سینماهایی که به‌دلایل امنیتی مصاحبه را پخش نکنند، اعتراضی ندارد. در ۱۷ دسامبر سال ۲۰۱۴ بعد از اینکه تعدادی از سینماها به‌صورت زنجیره‌ای پخش فیلم را لغو کردند، شرکت سونی نیز به‌صورت رسمی اکران فیلم را لغو کرده و اعلام کرد که هیچ برنامه‌ای برای انتشار این فیلم در آینده نزدیک ندارد.

## داستان
یک خبرنگار مشهور و تولیدکننده‌اش (که توسط جیمز فرانکو و ست روگن بازی می‌شوند) بعد از موفقیت در گذاشتن قرار یک مصاحبه با رهبر کره شمالی، کیم جونگ-اون توسط سازمان سیا آموزش می‌بینند تا او را ترور کنند.

## بازیگران
- جیمز فرانکو در نقش دیوید اسکای‌کلارک[۶]
- ست روگن در نقش آرون راپوپورت[۶]
- لیزی کاپلان در نقش مأمور لیسی[۷]
- رندل پارک در نقش کیم جونگ-اون[۸][۹]
- دیانا بنگ در نقش سوک[۱۰]
- تیموتی سیمونز در نقش مالکوم[۹]
- چارلز چون در نقش جنرال جونگ
- راب لاو در نقش خودش
- نیکی میناژ در نقش خودش
- امینم در نقش خودش
- کانیه وست در نقش خودش
- جوزف گوردون-لویت در نقش خودش

## جدال‌ها

### واکنش کره شمالی
در روز ۲۰ ژوئن ۲۰۱۴ کیم میونگ-چول، مدیر اجرایی مرکز صلح آمریکا-کره، در مصاحبه‌ای با دیلی تلگراف، داستان فیلم مصاحبه را به‌دلیل «طنز خاص» مورد انتقاد قرار داد و اشاره کرد که این موضوع «بیچارگی و ناامیدی دولت و جامعه آمریکا را نشان می‌دهد» و ساختن «فیلمی که ترور رهبر یک کشور دیگر را به نمایش می‌گذارد، همان کاری است که آمریکا در افغانستان، عراق، سوریه و اکراین کرده‌است. یادمان نرود که چه کسانی کندی را کشتند - آمریکایی‌ها. در واقع رئیس‌جمهور اوباما باید مراقب باشد، شاید ارتش آمریکا بخواهد او را هم بکشد.» او همچنین اضافه کرد که فیلم‌های انگلیسی بسیار بهتر از فیلم‌های ساخت هالی‌وود هستند و کیم جونگ-اون نیز احتمالاً این فیلم را خواهد دید.
پس از انتقاد باراک اوباما از تصمیمِ سونی پیکچرز مبنی بر لغو نمایش فیلم، سونی پیکچرز بعد از این انتقاد تصمیم گرفت فیلم را به صورت محدود اکران کند. اکران فیلم منجر شد کمیسیون دفاع ملی کره شمالی بیانیه‌ای منتشر کند که در آن با الفاظ نژادپرستانه و به علت نمایش فیلم «مصاحبه» و بروز مشکل برای اینترنت در کره شمالی، به رئیس‌جمهور آمریکا توهین شده‌است. در این بیانیه آمده‌است که «اوباما همواره بی‌ملاحظه سخن می‌گوید و مانند میمونی در یک جنگل گرمسیری رفتار می‌کند.» کمیسیون دفاع ملی کره شمالی، رئیس‌جمهور آمریکا را متهم کرد که سینماهای این کشور را به اکران فیلم مصاحبه تشویق کرده و تهدید کرده که «اگر علی‌رغم هشدارها، ایالات متحده به تکبر آمریکایی و رفتار گانگستری از موضع بالای خود اصرار داشته باشد، باید در نظر داشته باشد که با ضربات مرگبار اجتناب‌ناپذیری مواجه خواهد شد.»

### نفوذ به سونی پیکچرز
در روز ۲۴ نوامبر سال ۲۰۱۴ میلادی، شبکه رایانه‌ای شرکتِ مادرِ کلمبیا پیکچرز، یعنی شرکت سونی پیکچرز، توسط گروهی که خود را «نگهبانان صلح» می‌نامند، هک شد. این گروه که گمان می‌رود از کره شمالی نشأت گرفته باشند و در انتقام از فیلم مصاحبه این کار را انجام می‌دهند، اطلاعات بسیاری از شرکت سونی مانند پست‌های الکترونیک داخلی، اطلاعات کارکنان و چند فیلم آینده سونی شامل آنی، آقای ترنر و هنوز آلیس را منتشر کرد. کره شمالی دست داشتن در این عملیات نفوذ را رد کرده‌است..

### پیشنهاد کره شمالی برای همکاری
در پی حمله سایبری به کامپیوترهای شرکت سونی و ادعای آمریکا مبنی بر دست داشتن کره شمالی در این حمله‌ها، کره شمالی با تکذیب شدید آن، پیشنهاد کرده‌است که در این خصوص تحقیقاتی مشترک با آمریکا انجام دهد.

### لغو اکران
سونی ابتدا پخش فیلم در نیویورک را لغو کرد سپس سونی برنامه اکران سراسری این فیلم را پس از تصمیم چند سینمای زنجیره‌ای برای عدم پخش آن لغو کرد. هکرهایی که خود را «حافظان صلح» می‌خوانند در اخطاری به حملات ۱۱ سپتامبر اشاره و ادعا کردند که «جهان آکنده از وحشت خواهد شد.» این هکرها در پیامی نوشتند: «در روزهای آینده هر اتفاقی بیفتد به خاطر طمع سونی پیکچرز انترتینمنت بوده‌است.»
اقدام سونی دربارهٔ لغو اکران فیلم مصاحبه در پی تهدید هکرها سبب انتقاد شماری از سینماگران آمریکایی از جمله جورج کلونی، بن استیلر و راب لو شده‌است.
در پی انتقاد باراک اوباما از تصمیم شرکت سونی مبنی بر عدم نمایش فیلم کمدی «مصاحبه» این شرکت اعلام کرده‌است که این فیلم جنجالی را از طریق دیگری به نمایش خواهد گذاشت.

### تصمیم به اکران محدود
سونی اعلام کرد فیلم را در روز کریسمس ۲۰۱۴ پخش خواهد کرد از جمله یوتیوب اعلام کردکه این فیلم را پخش خواهد کرد."
در پی اعلام این خبر باراک اوباما از نمایش فیلم مصاحبه در آمریکا استقبال کرد.
سرانجام این فیلم در روز کریسمس اکران شد.
در پی اعلام این خبر کره شمالی از نمایش فیلم مصاحبه در آمریکا انتقاد کرد.
سود فروش اینترنتی این فیلم پس از ۱۰ روز فروش آنلاین به ۳۱ میلیون دلار رسید.

## ارسال هزاران نسخه از فیلم با بالون به کره شمالی
در ۸ آوریل ۲۰۱۵ (۱۹ فروردین ۱۳۹۴) لی مین بوک، فعال و پناهنده سیاسی، ادعا کرد که دی وی دی‌های فیلم، همراه چند بسته دلار آمریکا و یک میلیون اعلامیه را در انتقاد از رژیم کیم جونگ اون با بالون به آن سوی مرز کره شمالی فرستاده‌است."
در سال‌های گذشته، فعالان کره جنوبی به امید تشویق مردم کره شمالی برای اینکه زیر بار تبلیغات رژیم این کشور نروند و در برابر رهبر کره شمالی بایستند، با بالون، اشیای گوناگونی را فرستاده‌اند که، به نظر آنها، «زندگی واقعی را بیرون این کشور نشان می‌دهد». کره شمالی از دولت کره جنوبی همواره خواسته‌است که این بالون‌ها را متوقف کند. مرزبانان کره شمالی در گذشته بارها سعی کرده‌اند به این بالون‌ها شلیک کنند.